# 比

标准解析度电视宽与高的比是 4:3 ，比值是 1.3333...

在数学中，比（ratio）是两个非零“数”或非零“同类量”之间的比较关系，比另可用来表示部分占全体的相对关系。两数或两量的比，一般用前后或上下并置表达，分别称为前项与后项，记法为 {\displaystyle a:b}，读作 a比b，如右图之 4:3。比的另一种记法，是写成分数形式，如上述 a比b，亦可写作 {\displaystyle {\frac {a}{b}}} 。
“比值”与“比”在数学上是一对孪生术语，比值强调比的数值，是由比的关係所导引出的前项除以后项的值，即“商”。比值按字面的原义，是两者的倍数关系，进而引申为一個数或变量除以另一個数或变量的商值。由于是数或同类量相除，因此比值无单位。
除了整数外，比值常用分数、小数、百分比来表示；小于 1的比值，又常被俗称为比率，尽管汉语词汇「比率」是一含糊概念，因其另一方面可表示数学的率。
“比”可含糊地表示一个数或量 a 拥有另一个数或量 b 的多少倍，而 b 能除尽 a 几次；“比值”则可清晰地显示第一个数是第二个数的几倍，为一明确正实数（不一定为整数）。在物理学上，不同效应的“比”，则常为重要参数或常数。但在英语中，“ratio”也意指“proportionality”（比例性），容易混淆。

## 比与除法
比，依中国大陆义务教育课程及台湾國民中小學九年一貫課程，则定义为：两个数相除。与除法不同的是其呈现两个数或量的关系，而非像除法是一种运算。比，可以“分数”表示，也可以“比的形式”表示；前者记作 {\displaystyle {\frac {a}{b}}}，后者记作 {\displaystyle a:b}，均读作 a比b。其中区隔前项和后项的數學符號“{\displaystyle :}”称作比号，比号前面的数称为比的前项，表示要比較的對象。比号后面的数称为比的后项，比的后项不能为零。比的前项除以后项所得的商，称为比值。比值相当于商，是一个数，可为整数、小数、分数；因此广义的“比”，表示法可为“整数”、“小数”、“分数”、“百分比”、“比号”的形式。

## 举例
举例来说，若一碗水果中有八颗橙子和六颗柠檬，则橙子和柠檬的“比”是八比六（即{\displaystyle 8:6}，相当于{\displaystyle 4:3}的比），“比值”是 1.3333...。反过来说，柠檬与橙子的比为{\displaystyle 3:4}。此外，橙子与所有水果之比为{\displaystyle 4:7}（相当于{\displaystyle 8:14}）。比{\displaystyle 4:7}，亦可转化为分数{\displaystyle {\frac {4}{7}}}，表示橙子与所有水果的比，意即有多少水果是橙子。

## 单位
“比”在通常情况下，会将“两个用相同的单位测量的量”相比，它们的比值（商）是无量纲数。若两个量是用不同单位测量时，此比值（商）应被称为“率” 。

## 基准量与比较量
两个非零“同类量”做比较时，置于后项而当作1的量称为基准量，置于前项被比较的量称为比较量；比较量除以基准量所得的商，就是比值（比的数值）。表示比较量与基准量的关系，可以用比值（商）或比（具有前项、比号、后项）两种方式。

## 与比例的区别
“比例”则是“两个比”相等的式子，表示同类型的“两个比之间”的关系（例如，对象，人，学生，或任何相同单位的数值）；因此，比值相等的两个比才能组成比例。组成比例的四个数，称为比例的项；等式最两端的两项称为外项，等式中央的两项称为内项。与比不同的是：比由两个数组成；比例由四个数组成。

## 与率的区别
近代以英语主导科学定义下的“ratio”（比）和“rate”（率），是兩個相似卻在用法上有所區分的概念；但是汉语的“比”和“率”，由于漫长的历史因素并未以科学精确区分，偶有混用，造成了有时不符合定义的称呼；例如称作“率”的圆周率、斜率、分率、打击率，严谨来说，是一种“比”。另一漢語詞彙 比率，在使用上更为含糊，一方面可表示率，另一方面也用來代表兩個數量的比或比值，這是比的值。

## 扩展阅读
- "Ratio" The Penny Cyclopædia vol. 19 （页面存档备份，存于）, The Society for the Diffusion of Useful Knowledge (1841) Charles Knight and Co., London pp. 307ff
- "Proportion" New International Encyclopedia, Vol. 19 2nd ed. (1916) Dodd Mead & Co. pp270-271 （页面存档备份，存于）
- "Ratio and Proportion" Fundamentals of practical mathematics, George Wentworth, David Eugene Smith, Herbert Druery Harper (1922) Ginn and Co. pp. 55ff （页面存档备份，存于）
- . trans. Sir Thomas Little Heath (1908). Cambridge Univ. Press. : 112ff  [2013-05-14]. （原始内容存档于2020-08-03）.
- D.E. Smith, History of Mathematics, vol 2 Dover (1958) pp. 477ff
- Development of Multiplicative Reasoning in the Learning of Mathematics, p.189, Ratio vs. Rate （页面存档备份，存于）